# You're the Best, Lee Soon-shin
You're the Best, Lee Soon-shin (hangul: 최고다 이순신; rr: Choegoda Yi Sun-sin) é uma série de televisão sul-coreana estrelada por IU, Jo Jung-suk, Go Doo-shim, Lee Mi-sook, Yoo In-na, Son Tae-young, Go Joo-won e Jung Woo. Foi exibida pela KBS2 entre 9 de março e 25 de agosto de 2013 aos sábados e domingos às 17:55. O drama contém 50 episódio e gira em torno de uma família que, após a morte repentina do pai, buscar encontrar o verdadeiro significado do amor e da felicidade.

## História
Kim Jung-ae tem três filhas: Hye-shin, a mais velha, que acaba de voltar de Hong Kong com sua filha após se divorciar; Yoo-shin, a do meio, embora pareça a mais nova; e Soon-shin, a mais nova, que tenta encontrar um emprego estável. Um dia, Soon-shin se encontra com um vigarista, que diz a ela que é o presidente de uma agência de talentos. Assim, ela assina um contrato para se tornar uma atriz, porém descobre que foi enganada e que terá que pagá-lo mesmo assim. Dessa forma, começa a trabalhar em um restaurante, que está no comando da agência Gabi Entertainment. Tendo feito uma aposta com a atriz e ex namorada Choi Yeon-ah, o presidente da agência, Joon-ho, decide transformar Soon-shin em uma estrela. Porém, Jung-ae não concorda, pois descobre que a mãe de Soon-shin é a famosa atriz Song Mi-ryung, que supostamente teve um caso com seu marido que morreu recentemente.

## Elenco
Família de Lee Soon Shin
- IU como Lee Soon Shin[1][2][3][4]
- Go Doo Shim como Kim Jung Ae
- Jung Dong Hwan como Lee Chang Hoon
- Kim Yong Rim como Shim Mak Rye
- Son Tae Young como Lee Hye Shin[5]
- Yoo In Na como Lee Yoo Shin[6]
- Kim Hwan Hee como Han Woo Joo

Família de Shin Joon Ho
- Jo Jung Suk como Shin Joon Ho
- Kim Gab Soo como Shin Dong Hyuk
- Lee Eung Kyung como Yoon Soo Jung
- Bae Geu Rin como Shin Yi Jung

Família de Park Chan Woo
- Ko Joo Won como Park Chan Woo
- Kim Dong Joo como Jang Gil Ja
- Song Min Hyung como Park Bok Man
- Ga Won como Park Chan Mi

Pessoas da agência
- Lee Mi Sook como Song Mi Ryung
- Yoon Da Hoon como Hwang Il Do
- Kim Yoon Seo como Choi Yun Ah
- Lee Ji Hoon como Jo In Sung

Outros
- Lee Ji Hoon como Kim Young Hoon
- Jung Woo como Seo Jin Wook
- Choi Kang Won como Go Jae Bum
- Oh Cho Hee como Yoon
- Han Soo Ah como assistente
- Kim Young Jae como Han Jae Hyung
- Kim Bang Won como jornalista

Aparição especial
- Kim Ki Ri como stalker de Yoo Shin
- Kim Kwang Gyu como Con Man
- Lee Sun Ho como Oh Yun Ah's fellow actor
- Kim Ki Chun como dono da B&B (ep 38)
- Seo Kyung Suk como MC
- Yoon Sung Shik como diretor de filme (ep 50)
- Jung Bin como treinador (ep 18)
- Mi So como treinador (ep 18)
- Ji Soo como treinador (ep 18)